# Master of Paradise
Master of Paradise es el noveno álbum de estudio del guitarrista estadounidense Tony MacAlpine, lanzado el 2 de noviembre de 1999 bajo el sello Sharpnel Records. El disco marca la única vez que MacAlpine aporta la voz en cualquiera de sus lanzamientos, siendo instrumentales solamente las dos canciones finales.

## Lista de canciones
1. «Maker Is King» - 3:49
2. «Tears of Darkness» - 5:24
3. «Live to Die» - 6:50
4. «Circus» - 4:14
5. «Still» - 5:05
6. «Master of Paradise» - 6:14
7. «Time» - 5:18
8. «Imagination» - 4:55
9. «Final Hour» - 4:32
10. «Au bord d'une source» - 3:16

## Personal
- Tony MacAlpine – voz, guitarra
- Atma Anur – batería
- Larry Dennison – bajo
- Brian Levi – mezcla
- Albert Law – edición